# Valparaiso (Indiana)
Valparaiso város az USA Indiana államában. Lakosainak száma 34 151 fő (2020. április 1.).

## Népesség
A település népességének változása:

| 2010 | 31 730 |
| 2020 | 34 151 |